# 中华人民共和国地下水管理条例
中华人民共和国地下水管理条例是2021年9月15日中華人民共和國国务院第149次常务会议通过的一个根据《中华人民共和国水法》和《中华人民共和国水污染防治法》等法律而制定的条例，由中共中央政治局常委兼国务院总理李克强签署国务院令并公布，自2021年12月1日起施行。该条例是中华人民共和国的第一部地下水管理行政法规。